# America East Conference

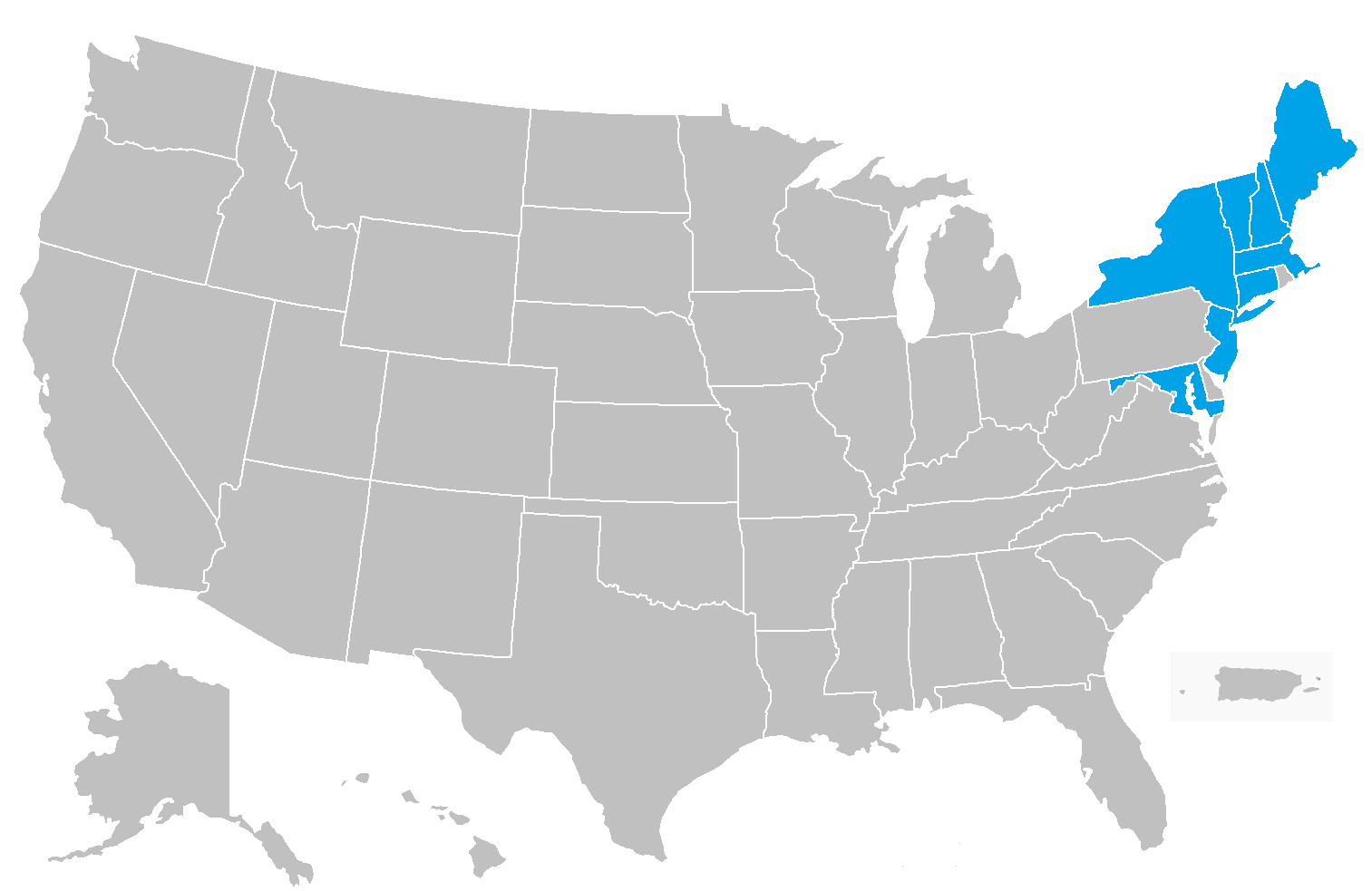
Localisation de l'American East Conference

L'America East Conference est un groupement d'universités gérant les compétitions sportives universitaires dans l'est des États-Unis. 
Bien que ne possédant aucune université pratiquant le football américain, dix-huit sports y sont pratiqués, huit chez les femmes et dix chez les hommes. 
Concernant le basket-ball, les équipes de la conférence font partie du championnat de basket-ball universitaire de la Division I NCAA.

## Sports pratiqués
| Sport                   | Hommes | Femmes |
| ----------------------- | ------ | ------ |
| Baseball                | 7      | -      |
| Basket-ball             | 9      | 9      |
| Cross-country           | 9      | 9      |
| Hockey sur gazon        | -      | 8      |
| Crosse                  | 8      | 7      |
| Football (Soccer)       | 8      | 9      |
| Softball                | -      | 6      |
| Natation et Plongeon    | 6      | 7      |
| Athlétisme en salle     | 9      | 9      |
| Athlétisme en extérieur | 9      | 9      |
| Volley-ball             | -      | 6      |

NB : Les chiffres indiquent le nombre d'université possédant une équipe dans ce sport.

## Membres actuels
| Institution                                | Siège                    | Surnom           | Fondation | Type     | Rejoint |
| ------------------------------------------ | ------------------------ | ---------------- | --------- | -------- | ------- |
| Université d'État de New York à Albany     | Albany, New York         | Great Danes      | 1844      | Publique | 2001    |
| Université de Binghamton                   | Vestal, New York         | Bearcats         | 1946      | Publique | 2001    |
| Université Bryant                          | Smithfield, Rhode Island | Bulldogs         | 1863      | Privée   | 2022    |
| Université du Maine                        | Orono, Maine             | Black Bears      | 1865      | Publique | 1979    |
| Université du Maryland, Comté de Baltimore | Catonsville, Maryland    | Retrievers       | 1966      | Publique | 2003    |
| Université du Massachusetts Lowell         | Lowell, Massachusetts    | River Hawks      | 1894      | Publique | 2013    |
| Université du New Hampshire                | Durham, New Hampshire    | Wildcats         | 1866      | Publique | 1979    |
| New Jersey Institute of Technology         | Newark, New Jersey       | Highlanders (en) | 1881      | Publique | 2020    |
| Université du Vermont                      | Burlington, Vermont      | Catamounts       | 1791      | Publique | 1979    |

### Membres associés
| Institution                          | Siège                        | Surnom        | Fondation | Type     | Rejoint | Sport(s)                                |
| ------------------------------------ | ---------------------------- | ------------- | --------- | -------- | ------- | --------------------------------------- |
| Université de Californie à Berkeley  | Berkeley, Californie         | Golden Bears  | 1868      | Publique | 2015    | Hockey sur gazon féminin                |
| Merrimack College (en)               | North Andover, Massachusetts | Warriors (en) | 1947      | Privée   | 2022    | Crosse masculine                        |
| Université Stanford                  | Stanford, Californie         | Cardinal      | 1891      | Privée   | 2015    | Hockey sur gazon féminin                |
| Université de Californie à Davis     | Davis, Californie            | Aggies        | 1905      | Publique | 2015    | Hockey sur gazon féminin                |
| Institut militaire de Virginie (VMI) | Lexington, Virginie          | Keydets       | 1839      | Publique | 2017    | Natation et plongeon (hommes et femmes) |